# Henads
Henads (belarussisch Генадзь) ist ein belarussischer Vorname. Er entspricht dem ukrainischen Hennadij  und dem russischen Gennadi.

## Bekannte Namensträger
- Henads Blisnjuk (* 1980), belarussischer Fußballspieler
- Henads Hruschawy (1950–2014), belarussischer Philosoph und Oppositionspolitiker
- Henads Maros (* 1978), belarussischer Hochspringer
- Henads Nawizki (* 1949), belarussischer Politiker